# Manas (Rosja)
Manas – osiedle typu miejskiego w Rosji, w Dagestanie. W 2010 roku liczyło 5357 mieszkańców.